# 沙江圍

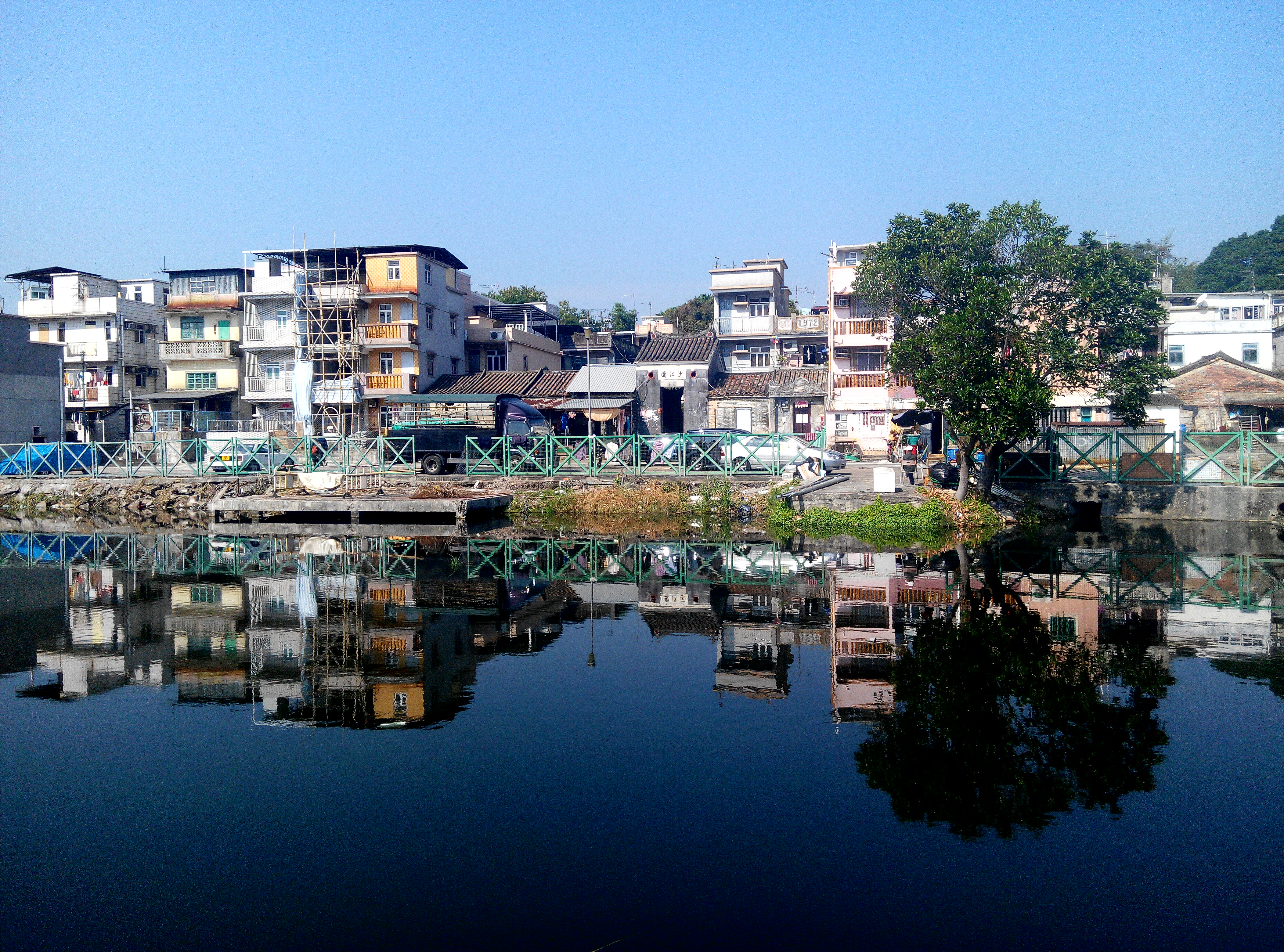
沙江圍

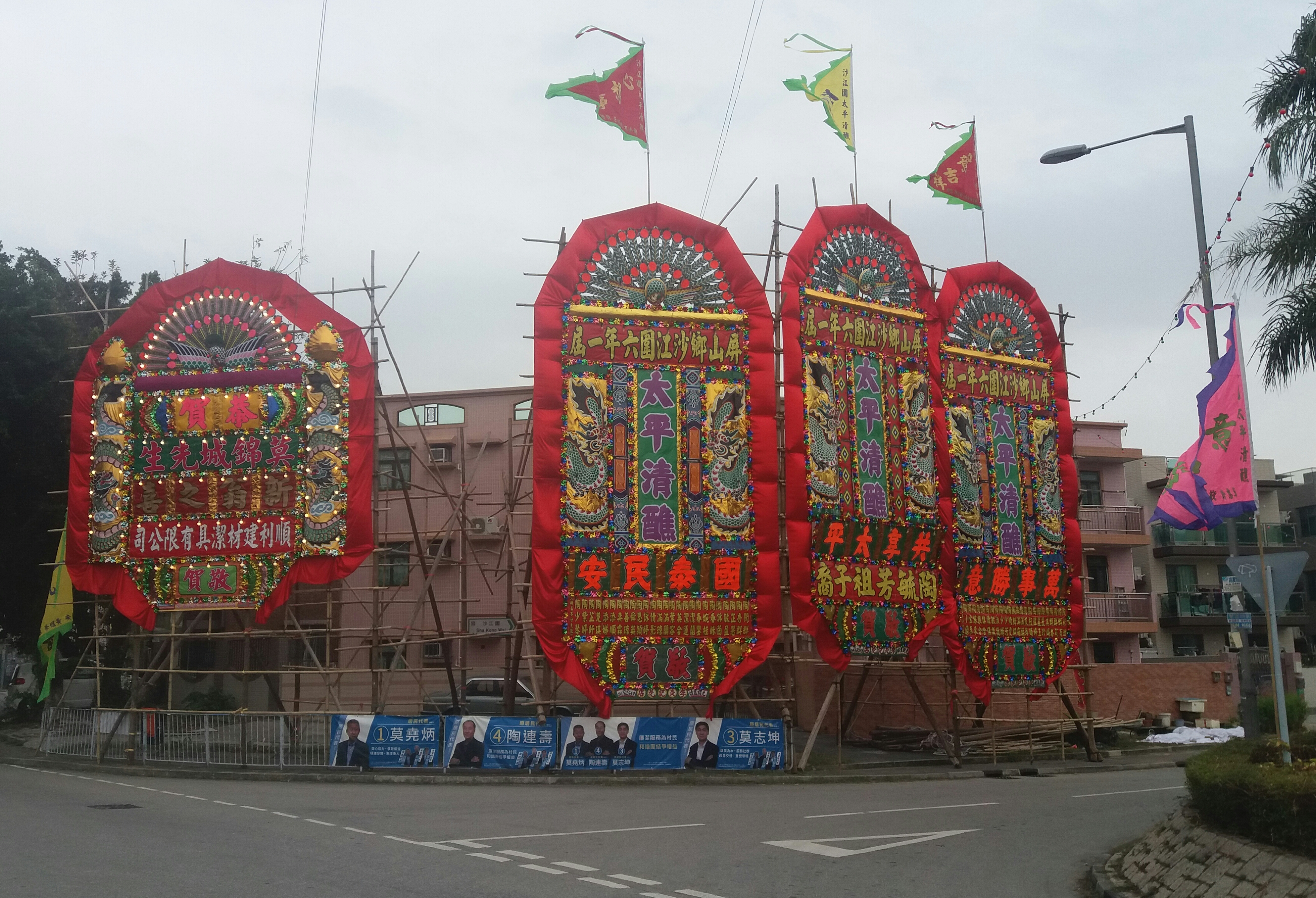
沙江圍每六年一次舉行一次打醮活動，2019年是會舉行打醮活動的年份。圖攝於舉行前約1周。

沙江圍，位於香港新界元朗廈村附近，但屬屏山鄉事委員會，由東莞莫氏十二世祖莫南僑遷居到屏山作生意，並在此的一片沙土上始建了沙江圍，至今已有七百多年歷史，圍村前有條流通流浮山和天水圍新市鎮的小河。
沙江圍太平清醮六年一屆，最近一次於2025年1月15-18日舉行。

## 歷史
東莞的漁民自明朝已逐漸遷居於后海灣現時「沙江村天后古廟」的附近，初時在沿岸一帶聚集定居，建立沙江村，並於出海捕魚的同時亦種植果樹為生，其後村民繁盛發展，部分遷至沙江圍現址建圍定居。
沙江圍乃是雜姓原居民村，姓氏計有莫、陶、鄭、黃、何和龍。當中大姓為莫、鄭、陶和黃氏。
隨著人丁增長，黃泰成在沙江圍後方另外發展一條名為「牛磡」（鰲磡）的新村落，其後黃氏族人再建成「新牛磡」（新慶村），而新慶村的宗堂名為「樂慶堂」。
沙江圍原屬於廈村鄉，1860年代廈村鄉與屏山鄉發生衝突，沙江圍因與廈村村落關係不佳而選擇支持屏山鄉，自此沙江圍加入屏山鄉事委員會，直至今天。

## 建築

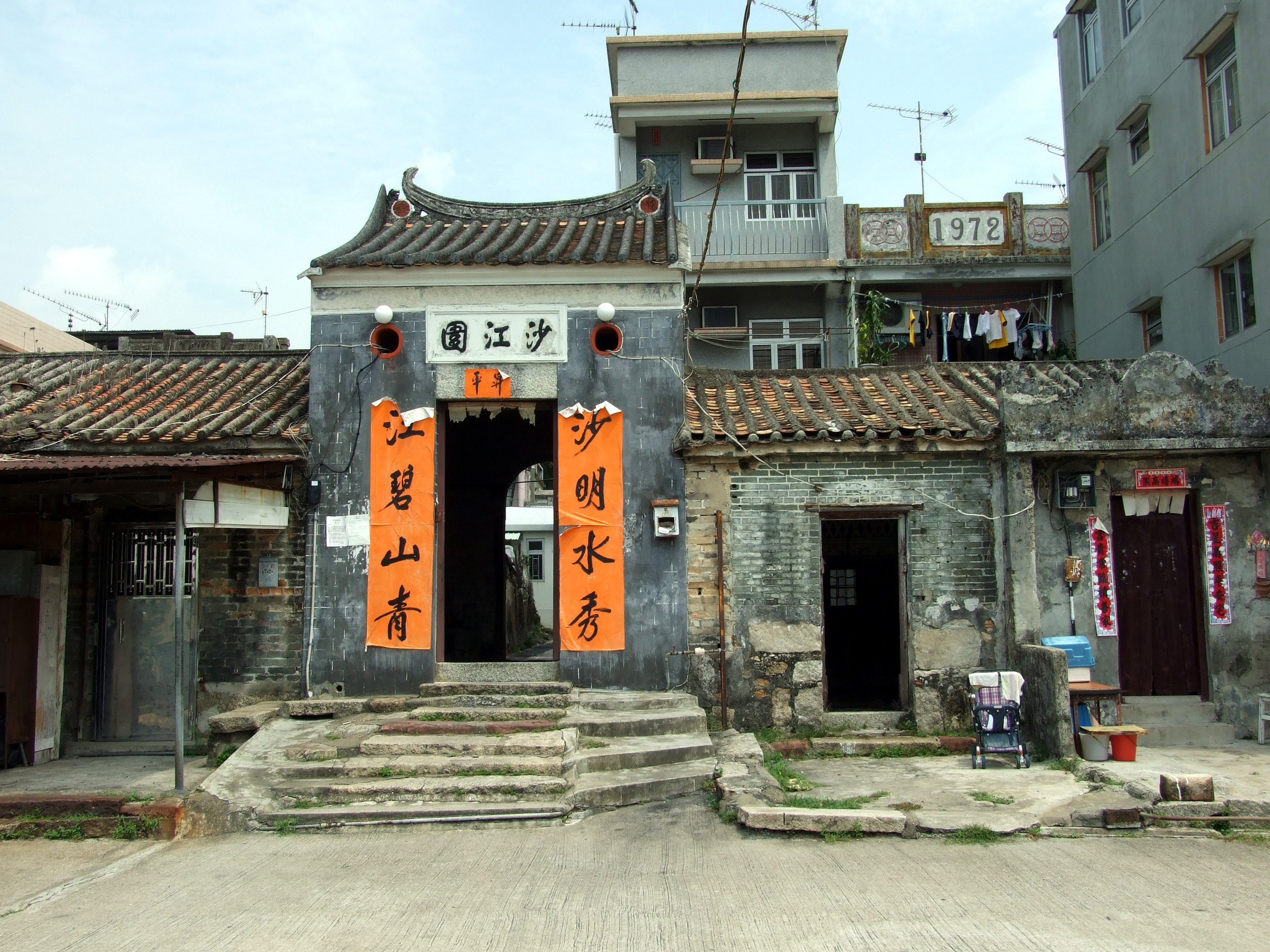
沙江圍圍門

沙江圍的圍牆已經於日佔後被拆卸，但仍保留青磚圍門，設有灰塑龍船脊屋頂，並有兩個用來防衛的圓形槍孔，圍門內供奉土地，圍門兩旁對聯：「 沙明水秀；江碧山青 」。圍門前保留具客家村落特色的風水池，池塘有風水學上的儲水聚財作用；而其一般位於村落前方，可以黏附空氣中的塵埃，改善空氣質素，當夏天時，南風會連同濕氣吹送到村內，保持環境濕潤。
圍門的中軸線後方是名為「慈航普濟」建於1662年前的神廳，名字對應「沙江村天后古廟」的門聯：「沙地留古跡；江海渡慈航」。神廳主要敬奉圍村的創建人（圍主伯公），內置木製神龕，刻有對聯：「沙繞鄉閭同獲福；江村老少盡安康」，牆上另掛「眾聖光靈」木匾額及一副「沙水遠宏感念眾神扶左右；江圍長善常懷列聖佐東西」對聯作為裝飾。神龕旁供奉天后娘娘，附有對聯：「沙數眾生咸沐德；江村群庶盡蒙庥」，橫枇「神光普照」，合共供奉17位神祇，保祐合村村民。「慈航普濟」同時亦是村民拜祭祖先與慶祝宗教活動的中心。1950年代前，村民都到這裡慶祝點燈儀式和端午節。沙江圍在端午節時會在后海灣舉行龍舟競賽，與毗鄰村落一較高下。日佔時期前，「慈航普濟」曾一度用作選拔自衛隊之地。時至今日，沙江圍是少數仍會定時舉行東莞舞麒麟的地方。
沙江圍在村前建有一座「洪聖公廟」，大門刻有「洪波平海甸；聖澤沐閭閻」，廟內置有精緻洪聖神像，旁有對聯：「洪海禾波閭閻永賴；聖賢合德日月同明」。

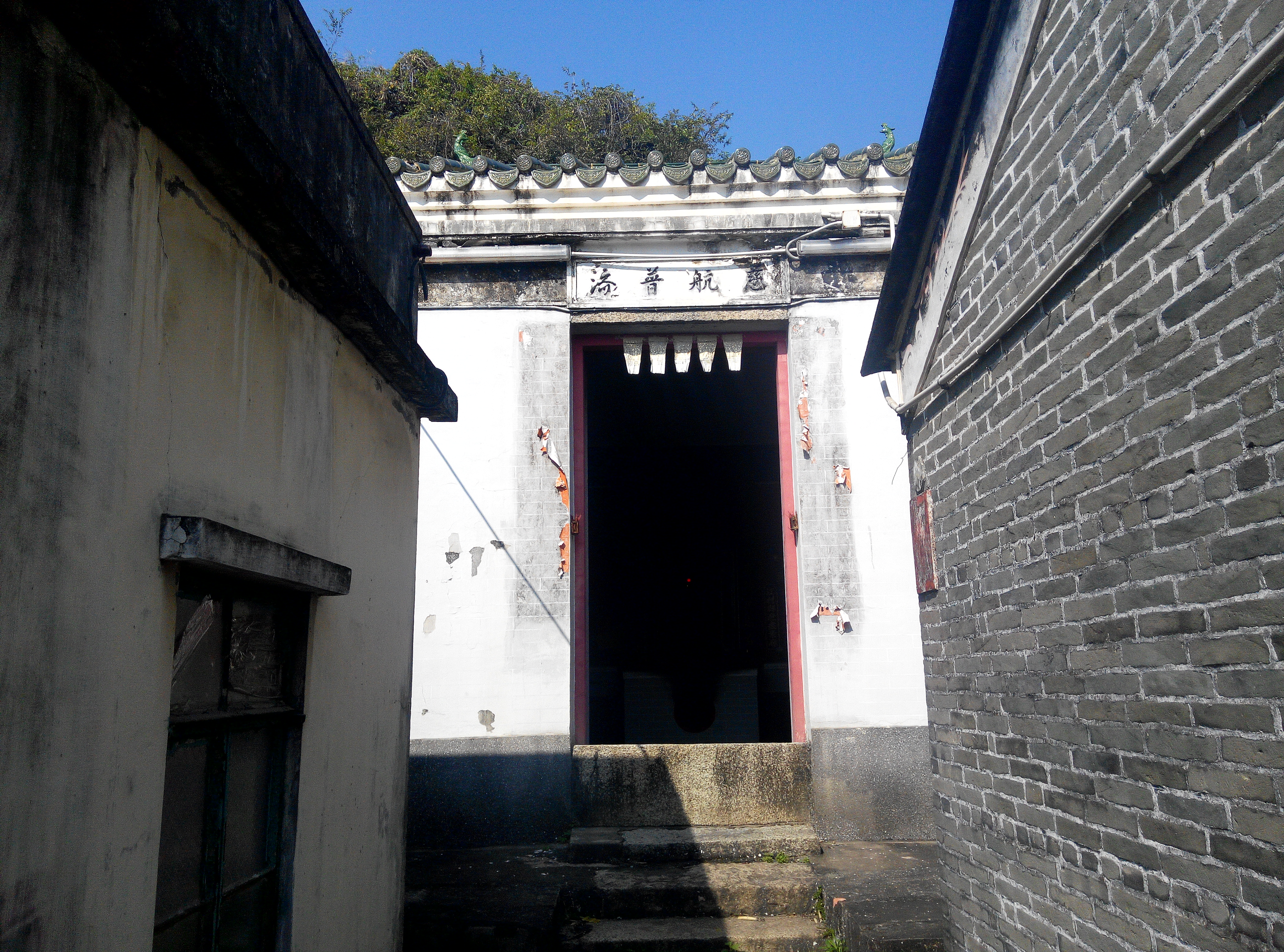
慈航普濟
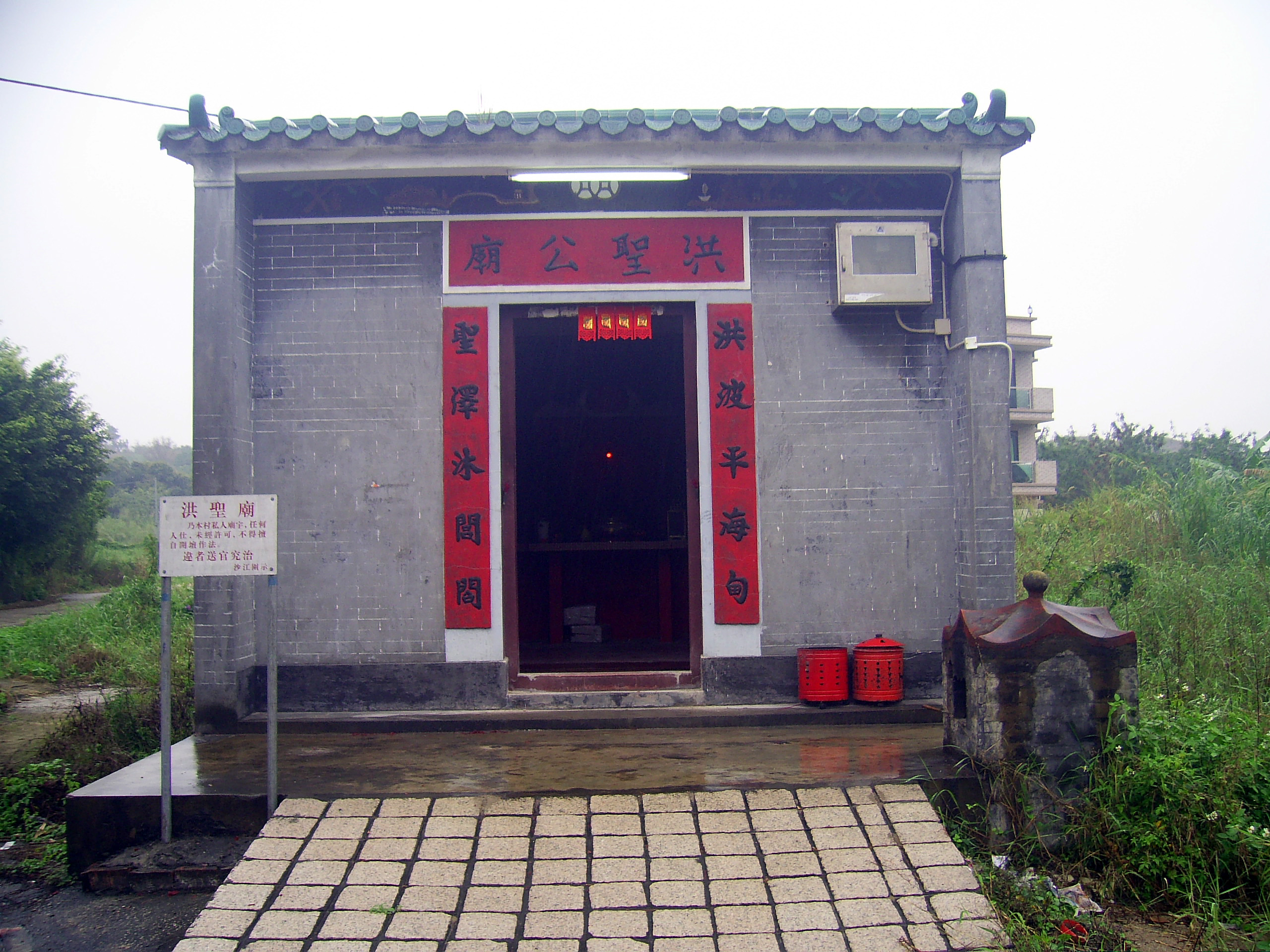
洪聖公廟

## 教育

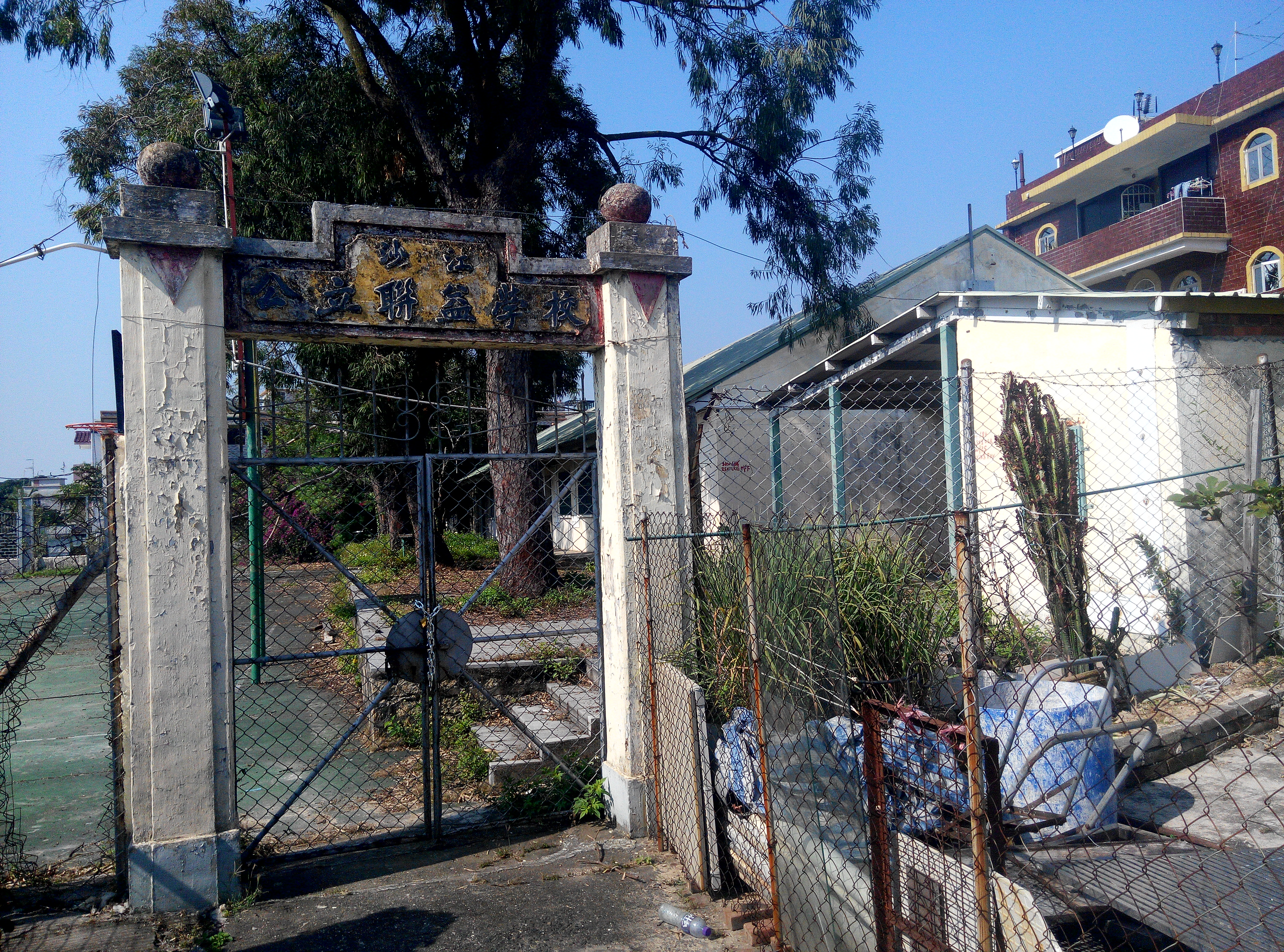
沙江公立聯益學校

以前，此圍的學子都在村內的「厚德書室」（「超忍堂」）和「惠章堂」等讀書。直到1958年在村旁開設「沙江公立聯益學校」，設有四個課室，教授現代科目。而「沙江公立聯益學校」則是現時議會或議員選舉指定票站之一。

## 其他

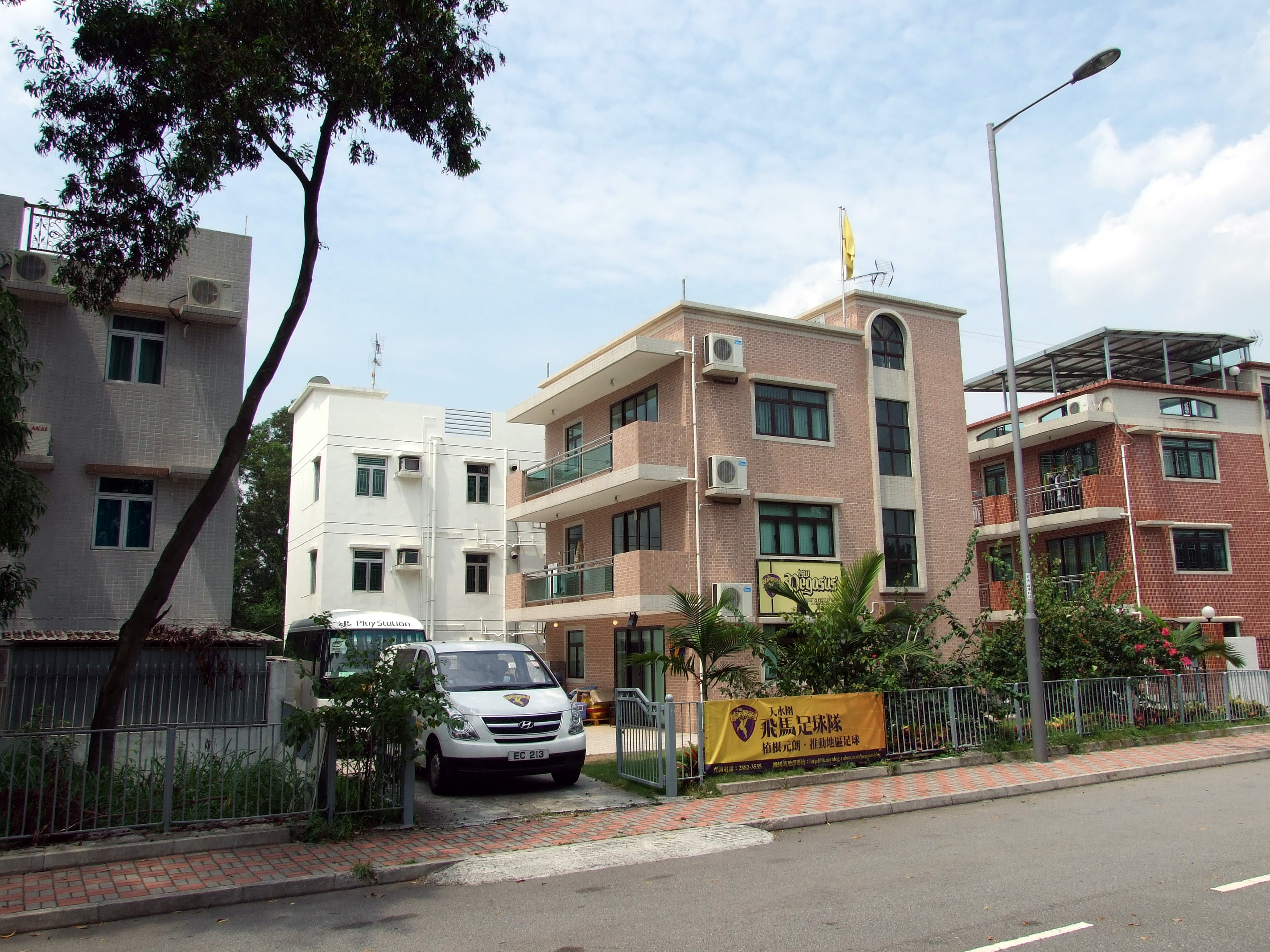
天水圍飛馬基地

沙江圍曾經為香港甲組足球聯賽球會天水圍飛馬基地的所在地。

## 外部連結
- 跑遊元朗屏山鄉 – 沙江圍 （页面存档备份，存于）